# Mercado Municipal de Mossoró
O Mercado Municipal de Mossoró também conhecido como Mercado Público Municipal e ainda Mercado Público de Mossoró é um mercado localizado na cidade de Mossoró, Rio Grande do Norte.

## História
O registro mais antigo que menciona o mercado é de 23 de agosto de 1875, quando a Câmara Municipal de Mossoró autorizou, através da Lei Municipal nº 739 da mesma data, "a construção de uma casa destinada ao mercado da cidade a ser feita mediante contrato com quem melhor vantagem oferecesse". Em 12 de julho de 1877, dois anos após a autorização, os construtores Antônio Secundes Filgueira e José Alexandre Freire de Carvalho, fazem entrega do prédio que hoje abriga o Mercado, o que iria substituir a palhoça que fazia vezes de tal onde, sem as mínimas condições de higiene, eram expostas carnes e outros gêneros. Esse primitivo mercado foi construído no mesmo local onde ainda hoje se encontra o Mercado Municipal de Mossoró, no centro da Cidade. Esse prédio funcionou com a arquitetura primitiva até 1908, quando passou por uma substancial reforma. Em 1947, na administração do Prof. Gerson Dumaresq, passou por uma nova reforma da sua estrutura, tendo inclusive sua área de cobertura ampliada.
O Mercado Municipal de Mossoró tinha, no início do século, um papel muito importante na vida de uma cidade. Era no Mercado que se encontravam os comerciantes que abasteciam as cidades dos mais diversos produtos que iam desde os cereais, carnes e
frutas, até roupas, produtos de couro, cerâmicas (utilitárias e decorativas) e uma infinidade de doces, bolos e refrescos. Não faltavam também as tradicionais "bancas de pinga". Mas a cidade crescia e já se fazia necessário a construção de um outro mercado. Em 30 de setembro de 1951 foi inaugurado um novo prédio para um segundo Mercado Público Municipal. O novo Mercado foi construído no bairro Alto da Conceição e na sua inauguração estiveram presentes, dentre outras autoridades, o Governado do Estado do Rio Grande do Norte, Sílvio Pedroza, o Prefeito de Mossoró Francisco Mota e o Bispo Diocesano, Dom João Batista Portocarrero Costa. O discurso da inauguração foi proferido pelo Dr. Hélio Santiago, então secretário do governo do município.
A importância do Mercado Público atualmente foi renegada a um plano inferior, frente ao surgimento dos supermercados. Mas os velhos mercados de Mossoró continuam existindo, tanto o do Centro como o do Alto da Conceição, para atender aos saudosos que não se adaptaram ao novo estilo de vida.